# احساس من
| بررسی انتقادی | بررسی انتقادی |
| منبع          | رتبه‌بندی      |
| ------------- | ------------- |
| آل‌میوزیک      | [ ۲ ]         |
| پاپ‌مترز       | [ ۳ ]         |
| گاردین        | [ ۴ ]         |
| دیلی تلگراف   | [ ۵ ]         |

احساس من (به پرتغالی: Nha Sentimento) یازدهمین و آخرین آلبوم استودیویی سزاریا اوورا است که در سال ۲۰۰۹ منتشر شد.
اِوورا که معمولاً با نوازندگان کوبایی و برزیلی کار می‌کرد در این آلبوم با فتحی سلامه رهبر ارکستر و تنظیم‌کنندهٔ مصری همکاری کرده‌است. سه قطعهٔ آلبوم با مشارکت اعضای ارکستر سمفونی قاهره ضبط شده که صداهای خاورمیانه‌ای را با آواز اِوورا ترکیب می‌کنند.
شش قطعه از چهارده ترانهٔ آلبوم ساختهٔ مانوئل د نوواز هستند که کوتاه زمانی پیش از انتشار آلبوم درگذشت.

## فهرست قطعه‌ها
| نام ترانه                                  | معنی نام               | زمان  |
| ۱. «Serpentina»                            | سرپنت کوچک             | ۰۳:۳۱ |
| ۲. «Verde Cabo di Nhas Odjos»              | دماغهٔ سبز چشمانم       | ۰۴:۱۰ |
| ۳. «Vento de Sueste»                       | باد جنوب شرقی          | ۰۴:۴۴ |
| ۴. «Ligereza»                              |                        | ۰۳:۵۲ |
| ۵. «Zinha»                                 | سینیا                  | ۰۳:۳۵ |
| ۶. «Fatalidade»                            | سرنوشت                 | ۰۳:۵۱ |
| ۷. «Esperança di Mar Azul»                 | چشم‌انتظاری دریای آبی   | ۰۴:۰۴ |
| ۸. «Sentimento»                            | احساس                  | ۰۴:۲۷ |
| ۹. «Tchôm Frio»                            | زمین سرد               | ۰۳:۵۱ |
| ۱۰. «Noiva de Ceu»                         | دل‌بند آسمان            | ۰۴:۰۴ |
| ۱۱. «Holandesa Co Certeza»                 |                        | ۰۳:۰۰ |
| ۱۲. «Resposta Menininhas de Monte Sossego» | پاسخ دختران مونته سوسه | ۰۳:۵۸ |
| ۱۳. «Mam'Bia É So Mi»                      |                        | ۰۴:۱۶ |
| ۱۴. «Parceria e Irmandade»                 | مشارکت و اخوت          | ۰۴:۱۱ |

- قطعه‌های شمارهٔ ۳، ۸ و ۱۳ با مشارکت ارکستر سمفونی قاهره ضبط شده‌اند.[۲]

## نظر منتقدان
کریس نیکسون از آل‌میوزیک با اشاره به فاصلهٔ ۳ سالهٔ احساس من از آلبوم قبلی اِوورا به این نکته اشاره می‌کند که این فاصله باعث شده او بتواند از زیر بار «فشار شهرت زیاد» رها شود و حس سبُک‌باری بیشتری در این آلبوم وجود داشته باشد. به عقیدهٔ نیکسون «سرپنت کوچک» شاهدی بر این مدعاست.
ریچارد الیوت از پاپ‌مترز طی نقدی بر آلبوم، به این موضوع پرداخته که ممکن است خوانندگان موسیقی عامه‌پسند پس از استقبال از آثار اولیه‌شان در دام تکرار بیفتند و به‌این دلیل مورد انتقاد قرار بگیرند. به‌باور او اِعمال تغییرات جزئی در سبک موسیقی یا ترانه‌سرایی می‌تواند خوانندگان انگلیسی‌زبان را از انتقاد در امان نگه دارد اما تلاش مشابه خوانندگان غیر انگلیسی‌زبان در این مورد آن‌چنان‌که باید به چشم نمی‌آید. او با اشاره به تشابه صدای اِوورا و بیلی هالیدی «شخصی‌سازی قالب‌های موجود موسیقایی به‌شکلی که شنونده را مسحور کند» را از برتری‌های اِوورا نسبت به هالیدی دانسته‌است. الیوت ضمن توصیهٔ تعدادی از قطعات آلبوم، به تنظیم قطعهٔ هم‌نام آلبوم باعنوان «احساس» اشاره کرده که حاصل همکاری اِوورا با فتحی سلامه است.
رابین دنزلو از گاردین به این نکته اشاره کرده که اِوورا در این آلبوم به‌جای آهنگ‌های رقصی مورنا (سبکی که او را به شهرت رساند) روی کولادریای کیپ ورد با ضرباهنگ بالا تمرکز کرده ولی با این وجود قطعات همچنان احساسی به نظر می‌رسند. او نتیجهٔ کار را مجموعه‌ای شاد و آرام توصیف‌کرده که از قدرت و هیجان بهترین کارهای اِوورا بی‌بهره است، اما نشان می‌دهد که او هنوز هم صدای خوبی دارد.
به باور مارک هادسون از دیلی تلگراف تمرکز بر ریتم تند کولادریا حسی غیرمعمول دارد اما همراهی گروه زهی نوازندگان مصری، موسیقی را دلچسب کرده و علیرغم سکته مغزی اِوورا در سال ۲۰۰۸ صدای او در فرم خوبی قرار دارد.
به‌نوشتهٔ وبسایت پیچفورک قطعهٔ «باد جنوب شرقی» و آلبومی که از آن آمده با حد و حدودهای سبکی قرن‌ها موسیقی کلنجار می‌روند. موسیقی جاز با تأثیرات کوبایی در بعضی قسمت‌ها با سازهای زهی همراهی می‌شود که به تنظیم‌های اصیل و آکوستیک روح می‌دهند و آواز اِوورا به زبان محلی کیپ وردی، با ویولن و عود نوازندگان مصری و ویولای ۱۲ سیم (که بیشتر نوعی گیتار است تا ویولا) در هم می‌آمیزند.

## موقعیت آلبوم در جدول‌های فروش
| چارت (۲۰۰۹)                                 | بالاترین جایگاه |
| ------------------------------------------- | --------------- |
| جدول آلبوم‌های بلژیک (والونیا)               | ۸۲              |
| جدول سندیکای ملی انتشارات صوتی‌تصویری فرانسه | ۲۱              |
| جدول آلبوم‌های لهستان (OLiS)                 | ۱۹              |
| جدول آلبوم‌های سوئیس                         | ۸۳              |

## گواهی‌های فروش
| منطقه         | گواهی     | واحد گواهی‌شده/فروش |
| ------------- | --------- | ------------------ |
| لهستان (ZPAV) | پلاتینیوم | ۲۰٬۰۰۰             |

## افراد مشارکت‌کننده
- سزاریا اوورا - آواز
- تی سانتوز - پرکاشنز[۱۱]
- ناندو آندراده - پیانو[۱۱]